# Olcotomaspis versicolor
Olcotomaspis versicolor är en insektsart som först beskrevs av Victor Lallemand 1927.  Olcotomaspis versicolor ingår i släktet Olcotomaspis och familjen spottstritar. Inga underarter finns listade i Catalogue of Life.